# Theater des Westens

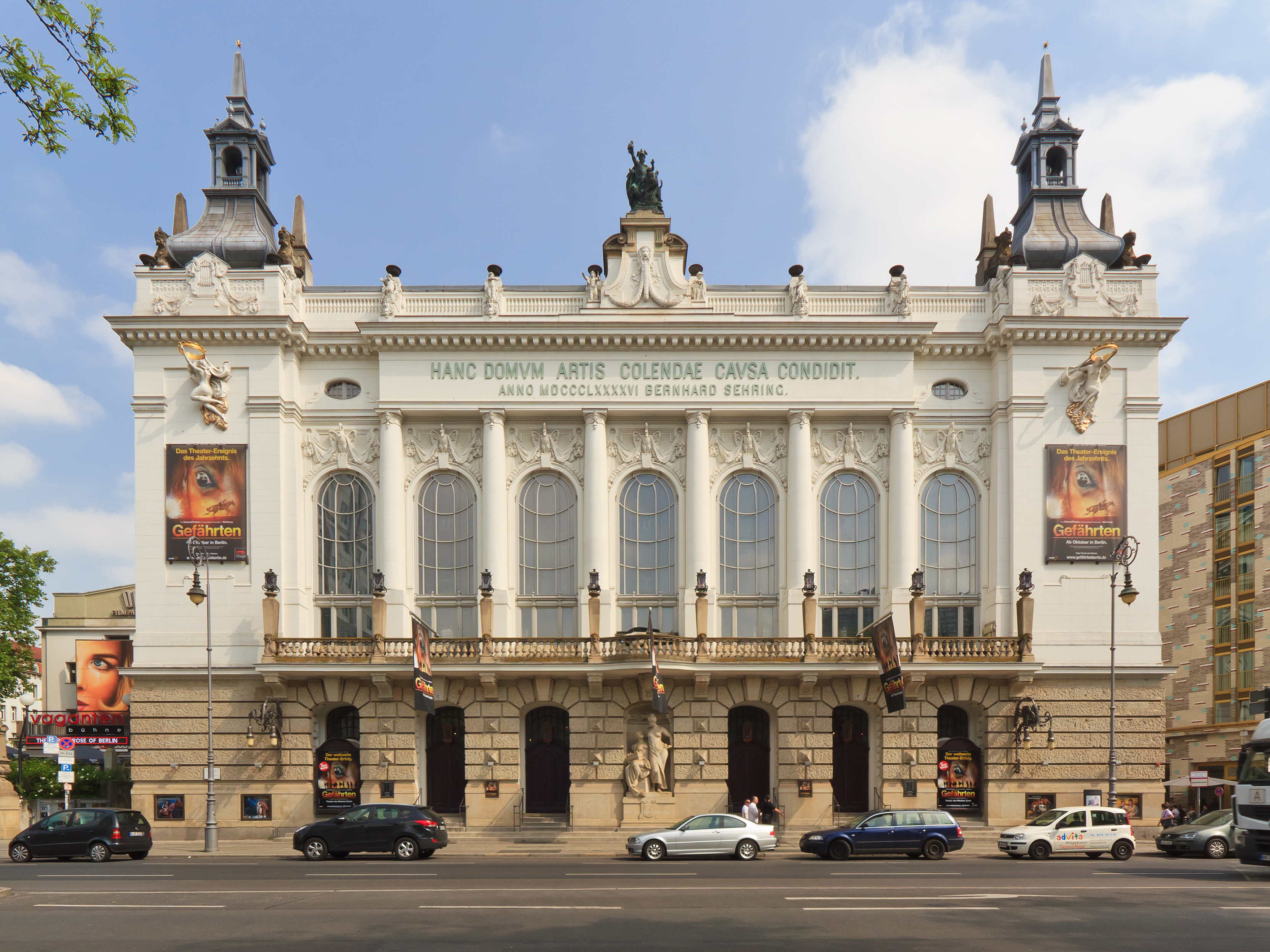
Theater des Westens in der Kantstraße in Berlin-Charlottenburg

Das Theater des Westens (seit 2011: Stage Theater des Westens) ist eine der bekanntesten Musical- und Operettenbühnen Berlins. Es befindet sich in der Kantstraße 10–12 im Ortsteil Charlottenburg (City West).

## Geschichte

### Gründung

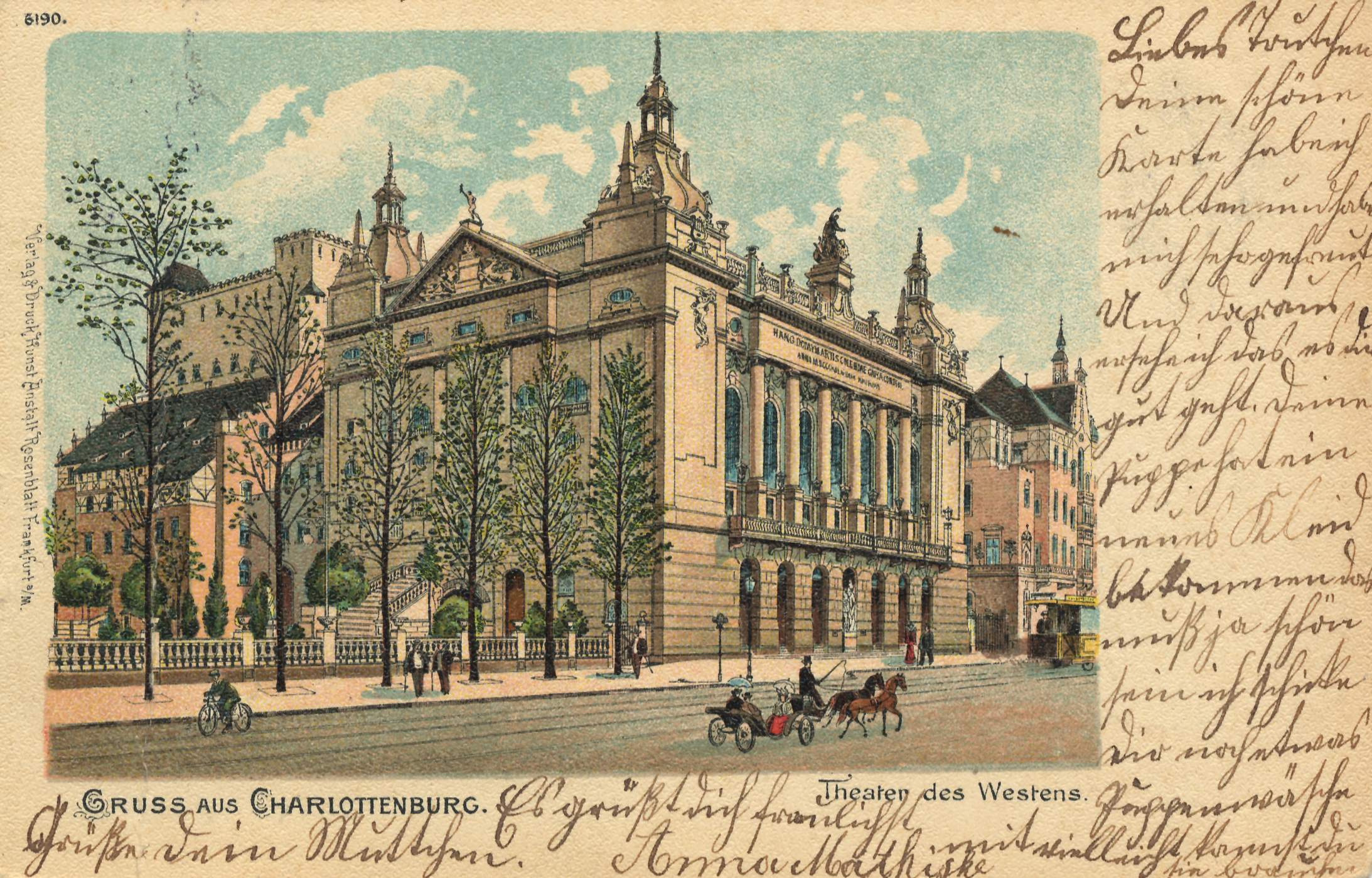
Theater des Westens, um 1900

Das Theater wurde 1895/1896 im Stil des wilhelminischen Historismus von Bernhard Sehring auf dem ehemaligen Kohlenplatz der Meierei C. Bolle errichtet. Im August 1895 begannen die Arbeiten an der Kantstraße, die Grundsteinlegung war am 4. September 1895. Schon vor der Eröffnung sorgte der Theaterbau für Aufsehen unter den Berliner Architekten. In bewusstem Kontrast zum neobarocken Zuschauerhaus wurde der dahinter liegende Bühnenturm im Stile eines mittelalterlichen Bergfrieds gestaltet. Turmartige Risalite mit hohen Laternen bilden die vier Ecken des Zuschauerhauses. An der Schaufront erhebt sich über rustiziertem Sockel ein fünfachsiger Portikus kombiniert mit sieben großen Rundbogenfenstern. Die Attika ist bekrönt mit der Perseusgruppe von Johannes Pfuhl. Auf dem Giebel der Seitenfront steht der Siegesbote von Max Kruse. 

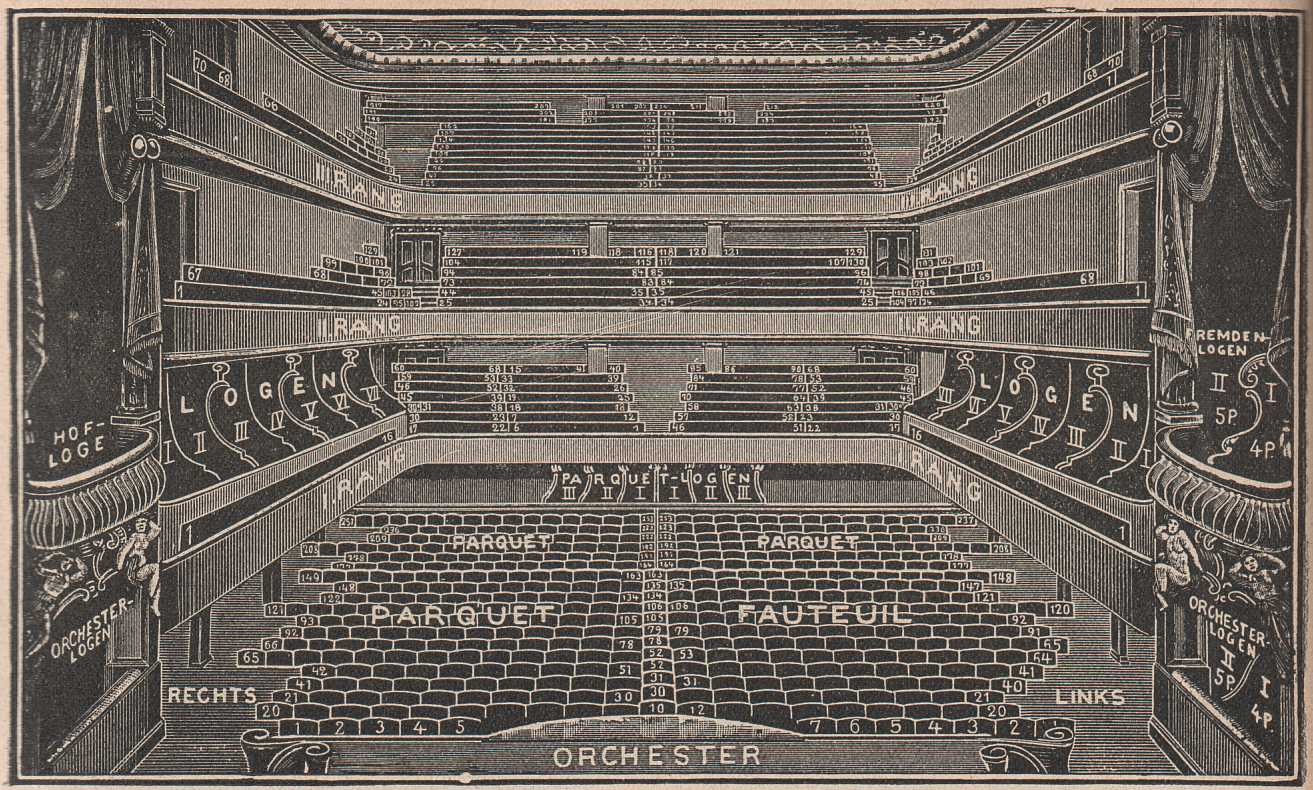
Innenansicht mit Bestuhlung, 1912

Der erste Betreiber des Theaters war die Theater des Westens GmbH, ein Unternehmen von Bernhard Sehring und Paul Blumenreich. Das Theater wurde am 1. Oktober 1896 mit Holger Drachmanns Märchenschauspiel Tausendundeine Nacht eröffnet. Im Herbst 1897 übernahm Alois Prasch die Leitung, die er aber 1898 bereits wieder abgeben musste. Nachdem der gewünschte Erfolg des Theaters zunächst ausblieb, wurde das Haus ab 1898 dann als Opernbühne genutzt und ab 1908 als Operettentheater.
Bernhard Sehring hatte die Immobilie noch vor dem Jahr 1900 an seinen Bruder, den Buchdruckereibesitzer Hermann Sehring und an den Kunstmaler Wilhelm Dvorak verkauft. Infolge einer Rückauflassung im Jahr 1902 wurde der Komplex wieder Eigentum des Erbauers. Für diese Transaktion forderte die damals zuständige Stadtverwaltung Charlottenburgs von Sehring eine Umsatzsteuer in Höhe von 20.000 Mark.

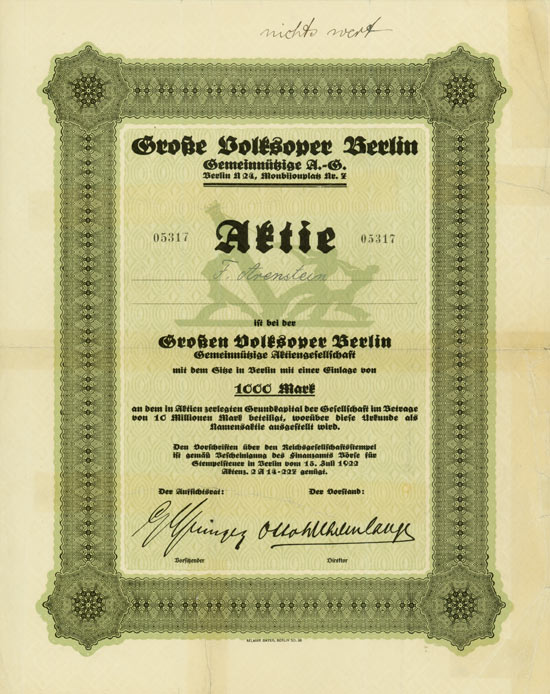
Aktie über 1000 Mark der Großen Volksoper Berlin gemeinnützige Aktiengesellschaft vom 15. Juli 1922

Von 1903 bis 1906 leitete Prasch noch einmal das Theater.
Ein Brand beschädigte das Haus am 25. August 1912 schwer, es wurde anschließend wiederhergestellt. 1922 hielt die Oper Einzug in das Theater und eine Gemeinnützige Aktiengesellschaft Große Volksoper wurde gegründet (nicht zu verwechseln mit der älteren Volks-Oper auf der Belle-Alliance-Straße).
Die Folgen der Hyperinflation in der Weimarer Republik und ausbleibende Aktionäre zwangen die Aktiengesellschaft, das Theater 1925 zu schließen.

### Goldene Zwanziger Jahre
In den Goldenen Zwanzigern wurde Carl Richter neuer Direktor. Ständig wechselnde Pachtverträge hinterließen ein unüberschaubares Labyrinth von Direktoren und künstlerischen Leitern und demzufolge entstand ein sehr wechselhafter Spielplan in den späteren Jahren. Die Gastspiele der Tanzgruppe Mary Wigman und Anna Pawlowa 1926 lösten Beifallsstürme aus. Die Aufführungen im Theater des Westens gerieten immer mehr in Konkurrenz zu den Ausstattungsrevuen im Admiralspalast und dem Großen Schauspielhaus.

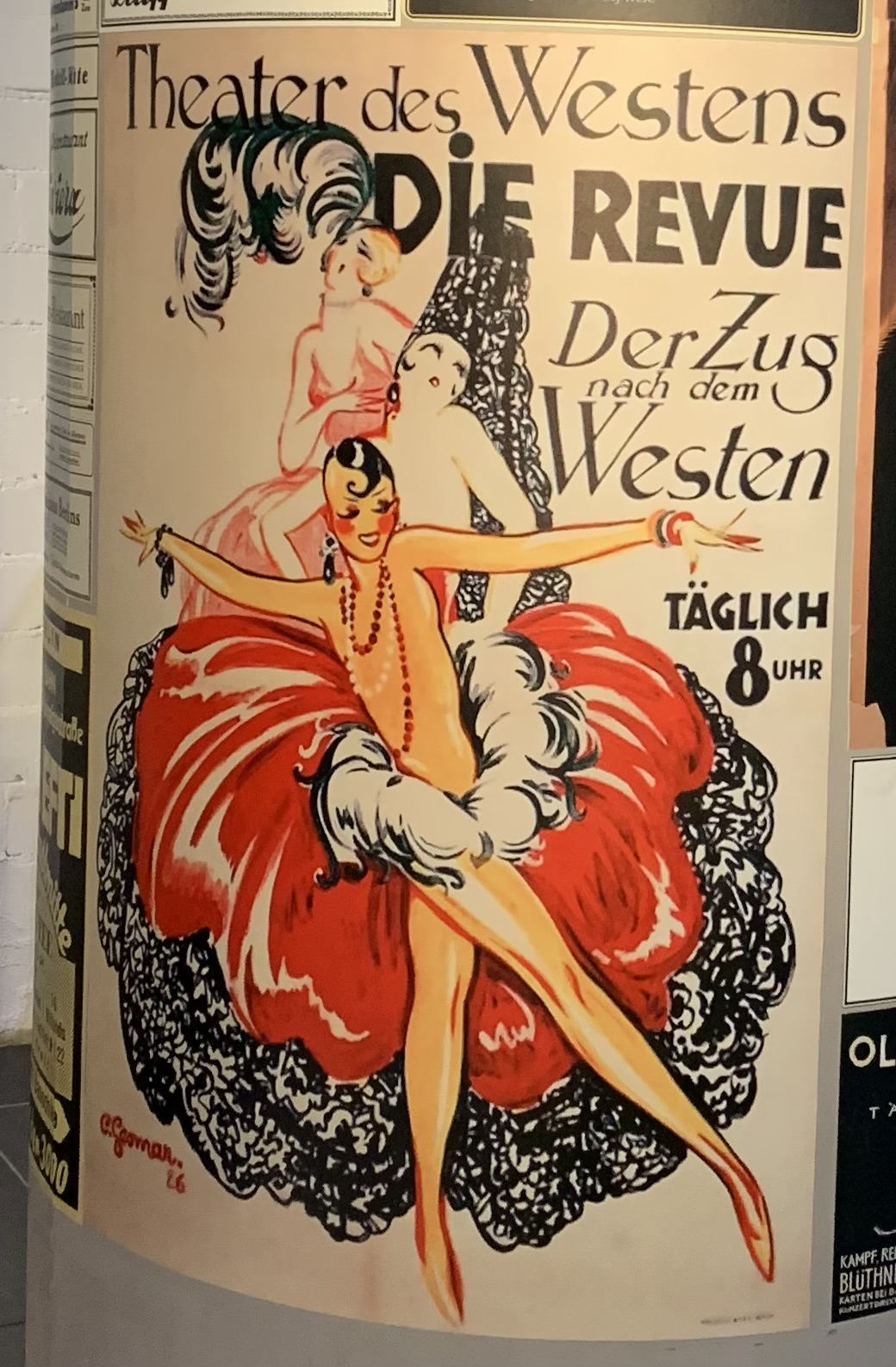
Werbeplakat des Theaters, 1926

Emil Schwarz wurde neuer Pächter und künstlerischer Leiter. Seine neuen Revuen Der Zug nach dem Westen und Wissen Sie schon…? fanden keine sehr große Resonanz.
Hans Lüpschütz übernahm das Theater und mischte traditionelle Stücke, darunter Die Fledermaus oder Alt Heidelberg, mit modernen Aufführungen und besetzte sie mit prominenten Persönlichkeiten der Zeit, wie Fritzi Massary in Eine Frau von Format 1927, Max Adalbert in Das Ekel  1928 sowie Josephine Baker in Bitte Einsteigen 1928.
Ab 1929 pachteten Alfred Rotter und Fritz Rotter mit der Deutschen Schauspiel-Betriebs-Aktiengesellschaft das Theater in der Kantstraße, Direktor blieb weiter Hans Lüpschütz. Die Gebrüder Rotter waren außerdem Generaldirektoren im Metropol-Theater in der Behrenstraße sowie Eigentümer des Lessing-Theater. Das Theater wurde mit der Inszenierung Friedericke von Franz Lehár wiedereröffnet, direkt übernommen aus dem Metropol-Theater, es standen Käthe Dorsch und Richard Tauber auf dem Besetzungszettel. Darauf folgten Marietta, Hotel Stadt Lemberg und im April 1930 Das Land des Lächelns alternierend mit Paganini. Zur Spielzeit 1930/1931 unterverpachteten die Gebrüder Rotter für kurze Zeit, das Theater des Westens und das Lessing-Theater an Heinz Saltenburg und die Saltenburg-Bühnen wurden gegründet.
Im Jahr 1931 gastierte die Mistinguett in der Mistinguett-Revue erfolgreich im Theater des Westens.
Im Souterrain des Theaters befand sich von 1921 bis 1923 die Wilde Bühne von Trude Hesterberg, ab 1931 das Tingel-Tangel-Theater, geleitet von Friedrich Hollaender.
Die Gebrüder Rotter gerieten in einen Finanzskandal und wurden in der Presse zum Hassbild des „jüdischen Finanzhasardeurs“. 1932 wurde ein Herr Spitz als neuer Leiter in der Person des Direktors bestellt und plante ein volkstümliches Operettenprogramm.

### Zeit des Nationalsozialismus

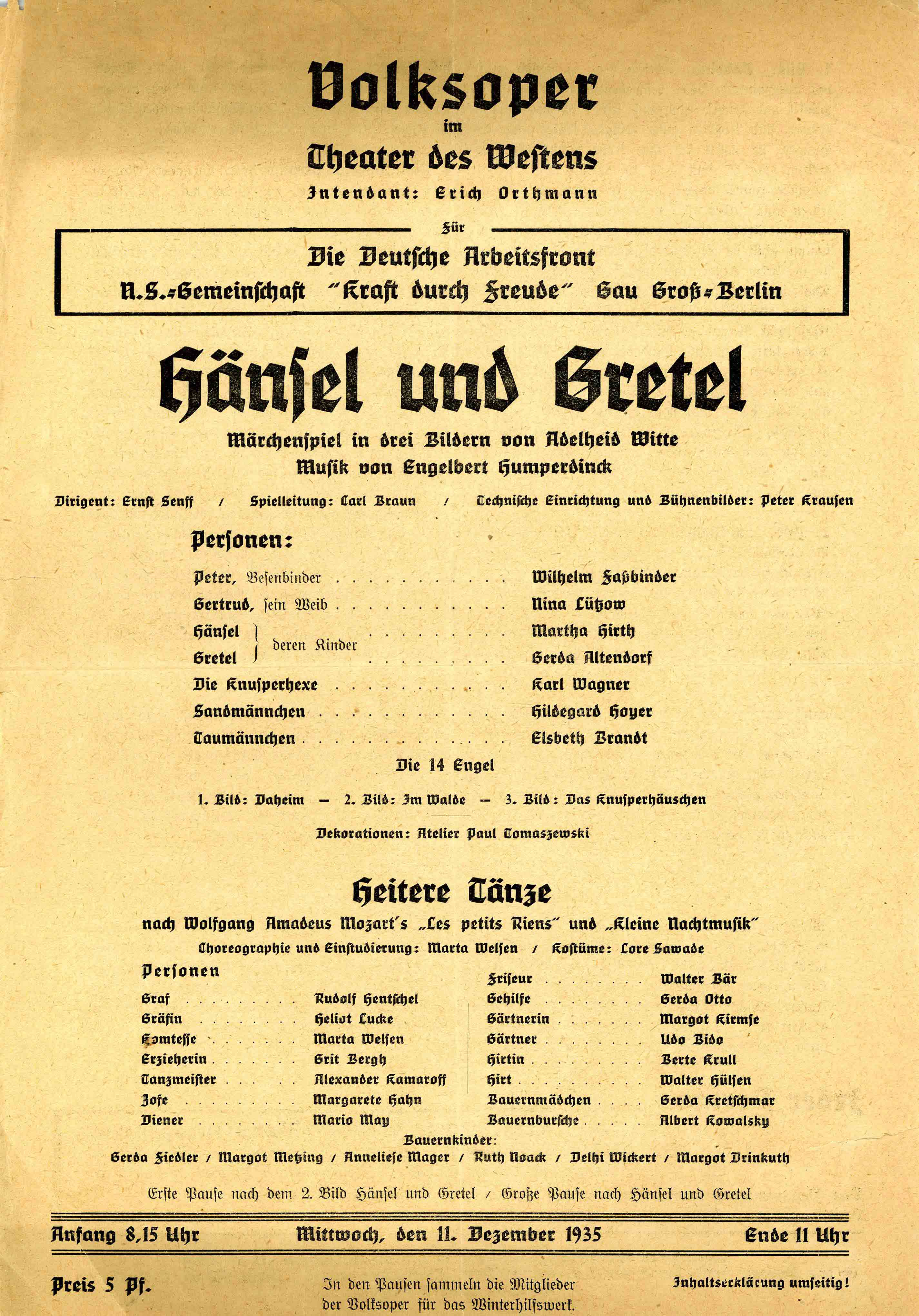
Programmzettel der Volksoper im Theater des Westens zu Hänsel und Gretel, 1935

Nach der Machtergreifung der Nationalsozialisten am 30. Januar 1933 wurde weiterhin die leichte Muse im Theater des Westens gezeigt unter der Leitung von Karl Jöken gemeinsam an der Seite seiner Frau Edith Schollwer. Die Aufführungen hießen Alles für Eva, Junger Wein, Lockende Flamme und So zwitschern die Jungen. Am 29. Dezember 1933 wurden alle Theaterdirektoren aufgefordert, die Parole Kraft durch Freude (KdF) wahrzumachen.
Erst am 23. Dezember 1934 wurde das Theater als Teil des nationalsozialistischen Programms Kraft durch Freude mit Albert Lortzings Der Waffenschmied. wiedereröffnet und erhielt den Namen Volksoper. Im Deutschen Bühnen-Jahrbuch 1936 wurde wie bei vielen anderen Theatern als Betreiber das Reichsministerium für Volksaufklärung und Propaganda genannt und ist eine Bezuschussung seitens der Deutschen Arbeitsfront ausgewiesen. Zum Leiter wurde im Juli 1935 der bisherige Danziger Generalintendant und Generalmusikdirektor Erich Orthmann ernannt. Die neue Spielzeit begann am 1. Oktober 1935 mit der Oper Fidelio.
Nach einem großen Luftangriff während des Zweiten Weltkriegs konnten Ende 1943 wieder einige Berliner Theater spielen, jedoch nicht die Volksoper. Insbesondere das Dach sowie der Foyer- und Verwaltungsbereich waren stark beschädigt worden. Jetzt fanden „Volksoper-Konzerte“ in der Plaza und der Philharmonie statt, auch am 25. April 1944 in Hirschberg in Schlesien. Die Schäden durch Bombentreffer konnten bis zum 7. Juni 1944 beseitigt werden.

### Städtische Oper

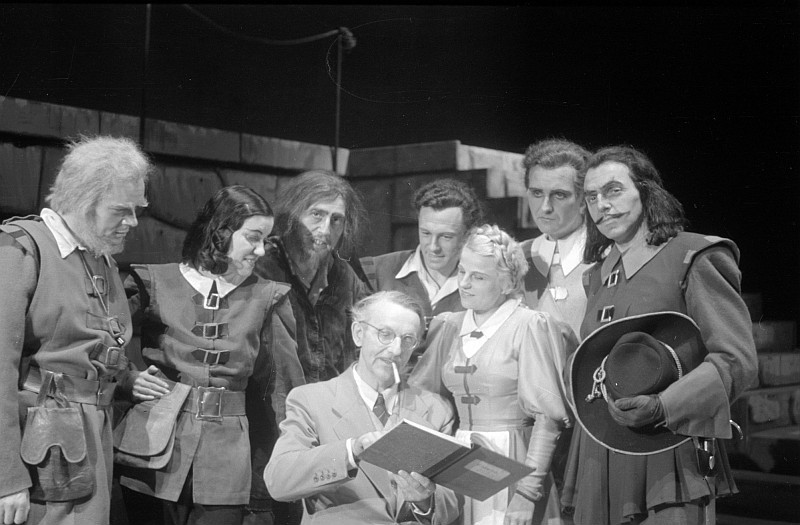
Intendant Michael Bohnen während der Generalprobe zu Fidelio 1945 gemeinsam mit Wilhelm Schirp, Irma Beilke, Karina Kutz und Günther Treptow

Nach der Eroberung Berlins brachte der sowjetische Stadtkommandant Nikolai Erastowitsch Bersarin am 19. Mai 1945 durch ein Treffen mit Theaterleitern das Berliner Bühnenleben wieder in Gang. Weil das Haus der Städtischen Oper in der Bismarckstraße im Krieg zerstört worden war, wurde das inzwischen wiederhergestellte Theatergebäude in der Kantstraße zu ihrer neuen Heimstätte bestimmt. Zum Intendanten berief der Berliner Magistrat ein Ensemblemitglied, den Opernsänger Michael Bohnen. Im Deutschen Opernhaus fand mit Beethovens Fidelio am 2. September 1945 die erste Opernaufführung in Berlin nach dem Zweiten Weltkrieg statt. Die Inszenierung erfolgte durch den Oberspielleiter der Oper Hans Wenzel (1904–1966).
| Name           | Zeit      |
| -------------- | --------- |
| Michael Bohnen | 1945–1947 |
| Heinz Tietjen  | 1948–1954 |
| Carl Ebert     | 1954–1961 |

Mit der Fertigstellung der neuen Deutschen Oper zog das Opernensemble 1961 wieder in die Bismarckstraße.
Wichtige Ensemblemitglieder und Gäste: Mathieu Ahlersmeyer, Sari Barabas, Hans Beirer, Johanna Blatter, Inge Borkh, Maria Callas, Lisa della Casa, Marcel Cordes, Dietrich Fischer-Dieskau, Gottlob Frick, Josef Greindl, Boris Greverus, Elisabeth Grümmer, Margarete Klose, Robert Koffmane, Sándor Kónya, Erika Köth, Ernst Krukowski, Vera Little, Josef Metternich, Martha Mödl, Mario del Monaco, Martha Musial, Tomislav Neralić, Hans-Heinz Nissen, Lisa Otto, Hermann Prey, Nada Puttar, Anneliese Rothenberger, Leonie Rysanek, Tatjana Sais, Wilhelm Schirp, Rudolf Schock, Gisela Settgast, Giuseppe Di Stefano, Rita Streich, Ludwig Suthaus, Renata Tebaldi, Elfride Trötschel, Sieglinde Wagner.
Ballett: Klaus Beelitz, Erwin Bredow, Marion Cito, Heinz Egner, Michael Egner, Jürgen Feindt, Konstanze Herzfeld, Rudolf Holz, Benno Kaminski, Rainer Köchermann, Wolfgang Leistner, Gert Reinholm, Hans-Joachim Stahl, Manfred Taubert, Carl Jaeger, Gisela Deege, Lieselotte Herbeth, Friedel Herfurth, Tana Herzberg, Suse Preisser, Ingeborg Settgast, Margo Ufer, Lieselotte Köster-Stahl, Horst Stibbe, Konstanze Vernon.

### Operetten- und Musicaltheater 1961–1978

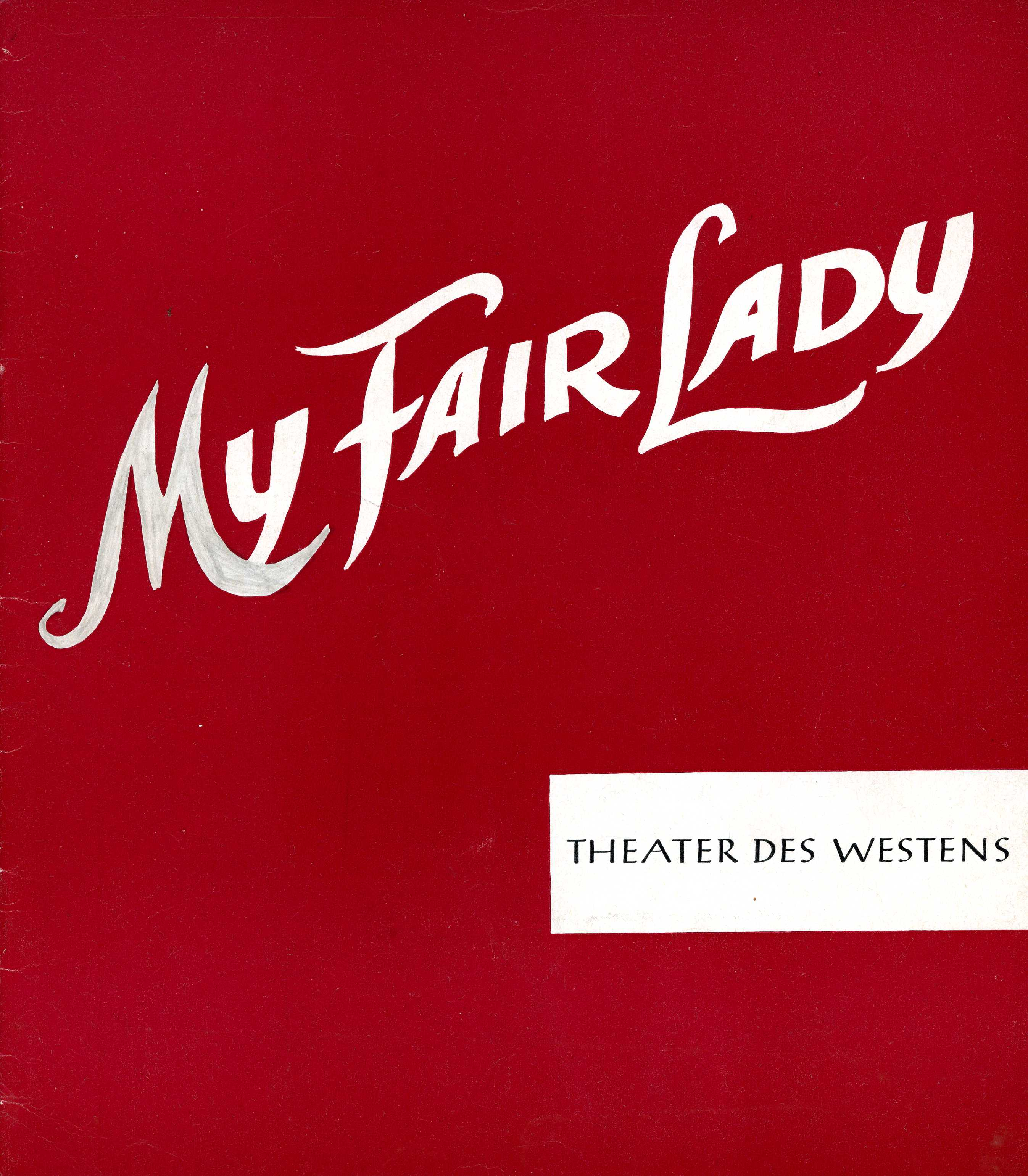
Programmzettel zu My Fair Lady, 1961, Beginn des Musicals im Theater des Westens

Seit dieser Zeit wird das Theater des Westens vor allem für Operetten- und Musicalaufführungen genutzt. Als erste Vorstellung stand am 1. Oktober 1961 Frederick Loewes Musical My Fair Lady auf dem Programm.
Karl-Heinz Stracke wurde ab 1964 Intendant und leitete das Theater sehr erfolgreich. Um ein Finanzloch rechtzeitig zu verhindern, gab Stracke die Leitung des Theaters auf und neuer Pächter wurde Siegfried Wölffer. Die Gebrüder Wölffer hatten das Theater schon einmal ab 1961 geleitet und konnten nicht mehr an die Erfolge des Musicals My Fair Lady anknüpfen. Schon 1972 wurden Vincent und Eynar Grabowsky Unterpächter. Die Brüder Grabowsky hatten immer wieder finanzielle Probleme. Es kam schließlich zu einem Finanzskandal; ausbleibende Gagen, erschlichene Subventionen und hinterzogene Steuern bis hin zu einem Haftbefehl ließen auch die Ära Grabowsky am 31. Dezember 1977 zu Ende gehen.

### Operetten- und Musicaltheater 1978–2003

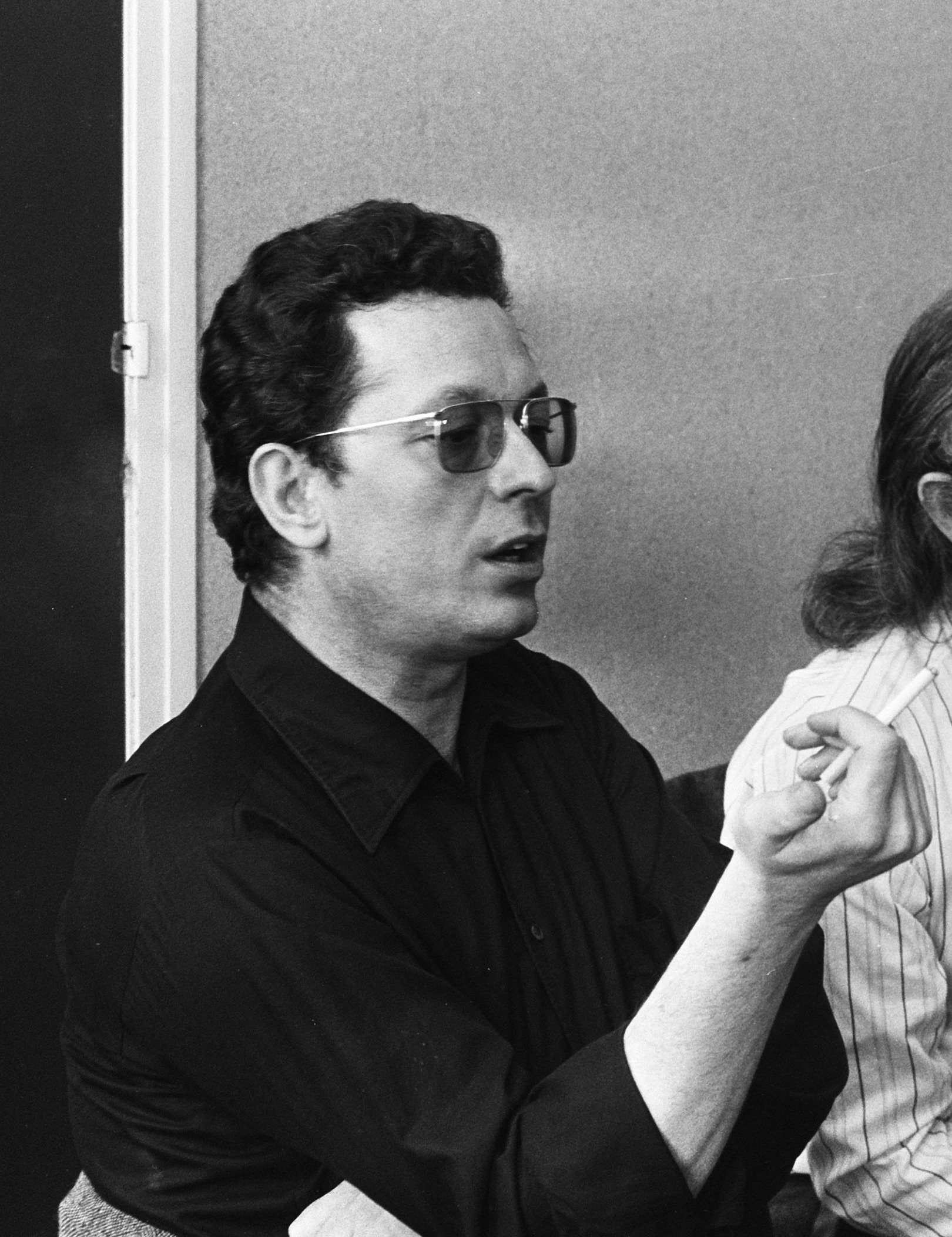
Götz Friedrich, Intendant von 1984 bis 1994 im Theater des Westens

Im Jahr 1978 wurde das gesamte Theater modernisiert, im gleichen Jahr übernahm Karl Vibach die Leitung des Hauses. In den 1980er Jahren wurde das Gebäude von innen und außen immer wieder erneut saniert und modernisiert. 1984 wurde Götz Friedrich Intendant des Hauses, Helmut Baumann sein Künstlerischer Direktor. Die beiden ersten großen Erfolge dieser Zeit waren Guys and Dolls und La Cage aux Folles.
Götz Friedrich inszenierte 1988 mit Porgy and Bess die erste Neuproduktion einer „all black opera“ in Europa und erlebte einen sensationellen Welterfolg. Er und seine Chefdramaturgin Valerie Hennecke, die zwei Jahre lang die Produktion einschließlich mit Leitung PR und Marketing zwischen Berlin und New York aufbaute, erhielten den „Audience Award“. Die Mehrfachbesetzung wurde in New York (Harlem) und Berlin gecastet.
Die Theater des Westens GmbH war zu dieser Zeit eine der modernsten Musicalbühnen Europas mit raffinierten technischen Einrichtungen und Erfindungen. Es bestand eine Zusammenarbeit mit allen Botschaften in Berlin, den Berliner Festspielen, zu den Berliner Festwochen, den Internationalen Filmfestspielen bezüglich der jährlichen Internationalen Filmpreis-Verleihung, dem RIAS, dem SOB und der Deutschen Oper Berlin (als Ersatzbühne wegen Renovierungsarbeiten), dabei wurde festgestellt, dass die Alte Oper Charlottenburg eine hervorragende Akustik für Klassik hat, die auch ohne Mikrophone trägt.
Das Management unter Götz Friedrich und Helmut Baumann mit ausgesuchten Spitzenkräften war vorbildlich und innovativ. Es gab den ersten Marketingdirektor und das erste Eventmarketing in Deutschland. Die GmbH war über mehrere Jahre ausgebucht und hatte eine Dauerauslastung von über 98 Prozent.
Wichtige Ensemblemitglieder und Gäste: Donnie Ray Albert, Albert Bonnema, Helmut Baumann, Terry Cook, Clamma Dale, Ute Lemper, Wilhelmenia Fernandez, Hildegard Knef, Angelika Milster, Helen Schneider, Caterina Valente, Daniel Washington, Elisabeth Werres, Charles Williams und Queen Yahna. Ehrenmitglied war Johannes Heesters.
Helmut Baumann wurde 1993 auch Intendant des Theaters des Westens und sorgte 1994 mit der 1950er-Jahre-Revue Blue Jeans für ein monatelang ausverkauftes Haus. 1996 wurde der 100. Geburtstag des Theaters gefeiert, doch die Zeiten wurden schwieriger: Der Auftrag, ein abwechslungsreiches Programm mit vier Premieren oder Wiederaufnahmen pro Jahr anzubieten, ließ sich angesichts geringerer öffentlicher Zuschüsse und Einstellungsstop schlecht realisieren, sodass Helmut Baumann mit Ende der Spielzeit im Sommer 1999 das Haus verließ.
Im Jahr 1999 wurde Elmar Ottenthal neuer Intendant. Die gemeinnützige Betriebs-GmbH, die dem Land Berlin gehörte, geriet immer tiefer in die roten Zahlen, das Haus konnte mit Ausnahme von Falco meets Amadeus im Jahr 2000 an die Erfolge der Baumann-Ära nicht mehr anknüpfen.
Zu der Spielzeit 2001/02 wurde Georg Vierthaler vom Aufsichtsrat zum Intendanten und Geschäftsführer der Theater des Westens GmbH bestellt. Er war zudem Geschäftsführender Direktor der Staatsoper Unter den Linden.
Im Jahr 2002 konnte der Berliner Senat tarifrechtlich den bereits 1990 gefassten Beschluss umsetzen, die GmbH zu veräußern.

### Stage Entertainment

Das Logo des Veranstalters

Am 24. September 2002 beschloss der Berliner Senat den Verkauf des Theater des Westens an den niederländischen Musical-Konzern Stage Entertainment, das Gebäude selbst bleibt in Landesbesitz. Im Januar 2003 wurde mit Umbauarbeiten begonnen. Die Renovierung kostete nach eigenen Angaben zehn Millionen Euro.
Am 26. September 2003 wurde das Theater mit dem Musical Les Misérables von Alain Boublil und Claude-Michel Schönberg wiedereröffnet.
Die Stage Entertainment beschäftigt seitdem kein festes Ensemble mehr und zeigt Langzeit-Aufführungen mit Produktionen der Stage Entertainment, die wechselweise auf verschiedenen deutschen und internationalen Bühnen zu sehen sind.
Im Jahr 2011 wurde das Theater in Stage Theater des Westens umbenannt.

## Gebäude

### Dach
An der Westseite Max Kruses Siegesbote von Marathon. 1987 wurden die von Gustav Eberlein geschaffenen Dachlaternen rekonstruiert.

### Bühne
Die Bühnenbreite beträgt 20 Meter und ist 16,75 Meter tief, zusammen mit der Vor- und Hinterbühne ist sie 24,5 Meter tief, Portalbreite 11,5 Meter, Portalhöhe 8,2 Meter. Die Obermaschinerie hat 24 Elektrowinden und 33 Handkonterzüge.

### Foyer
Die Gesamtfläche beträgt 1673 Quadratmeter. Im Parkett findet sich eine Kassettendecke, die 800 Blumenrosetten mit Glühbirnen hat, dazwischen Wappenmotive. Foyer erster Rang (Hochparkett): 1200 Rosetten mit Glühbirnen.

### Zuschauerraum
Angabe des jeweiligen Jahres mit der entsprechenden Platzanzahl
- 1896: 1710 Sitzplätze und rund 100 Stehplätze
- 1907: 1271 Sitzplätze und 98 Stehplätze
- 1937: 1592 Sitzplätze
- 1950: 1514 Sitzplätze
- 1978: 1354 Sitzplätze
- 1984: 1401 Sitzplätze
- 2009: 1712 Sitzplätze[34]
- 2012: 1600 Sitzplätze

### Fassade
Die Hauptfassade des Theaters zeigt deutliche Parallelen zu der 20 Jahre zuvor fertiggestellten Opéra Garnier in Paris.
Abmessungen der Fassade:
- 40,58 Meter lang, 22 Meter hoch, Balkon 28 Meter lang, Bogenfenster 9 Meter hoch.

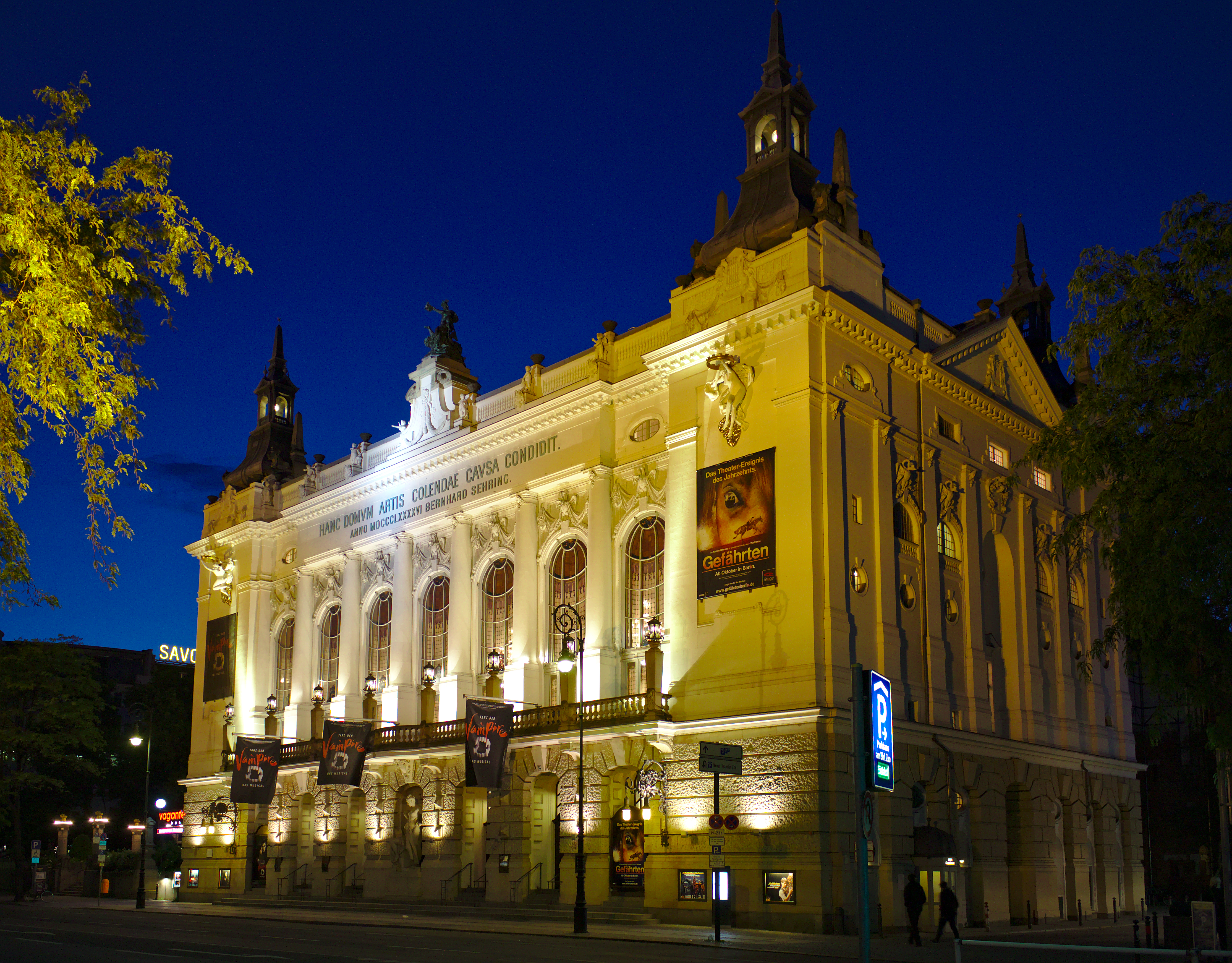
Abendaufnahme des Theaters
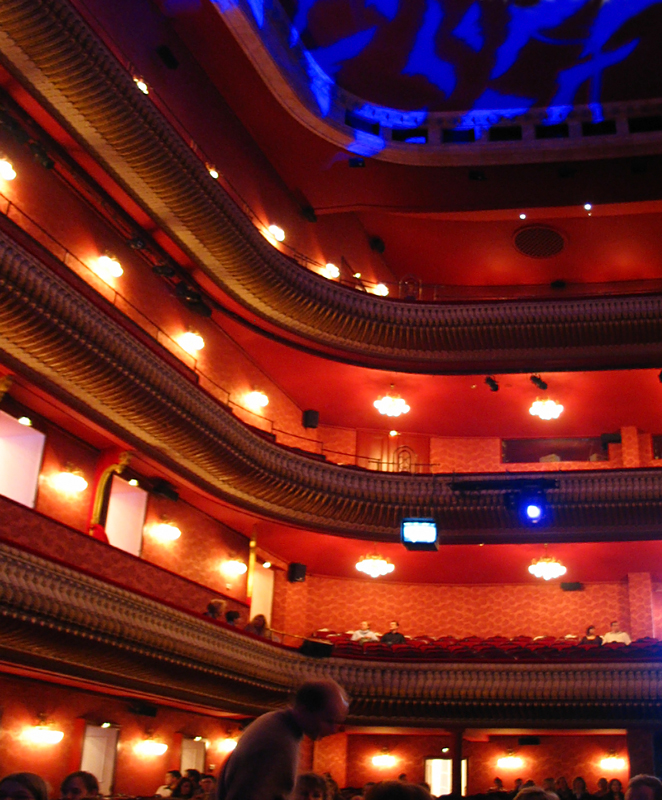
Zuschauerraum, neu gestaltet seit 2003
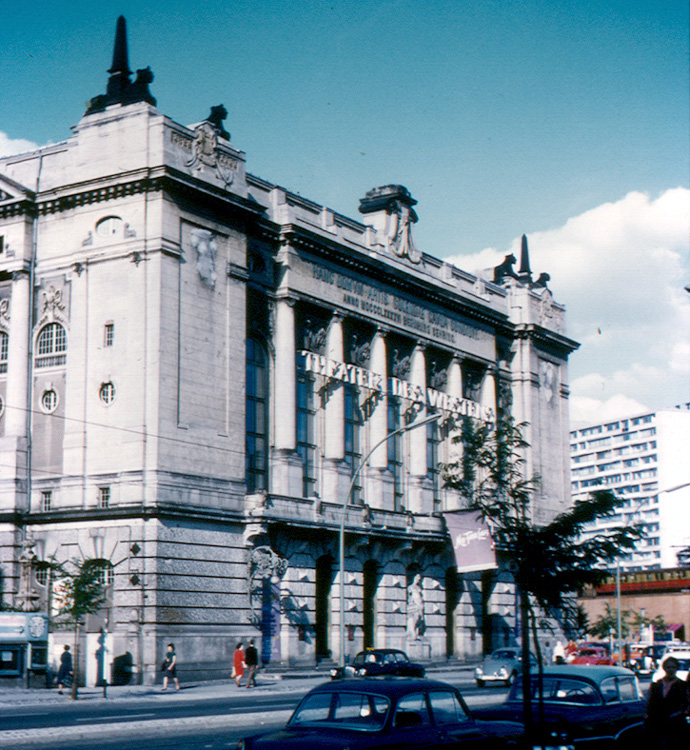
Gebäudeansicht, August 1963
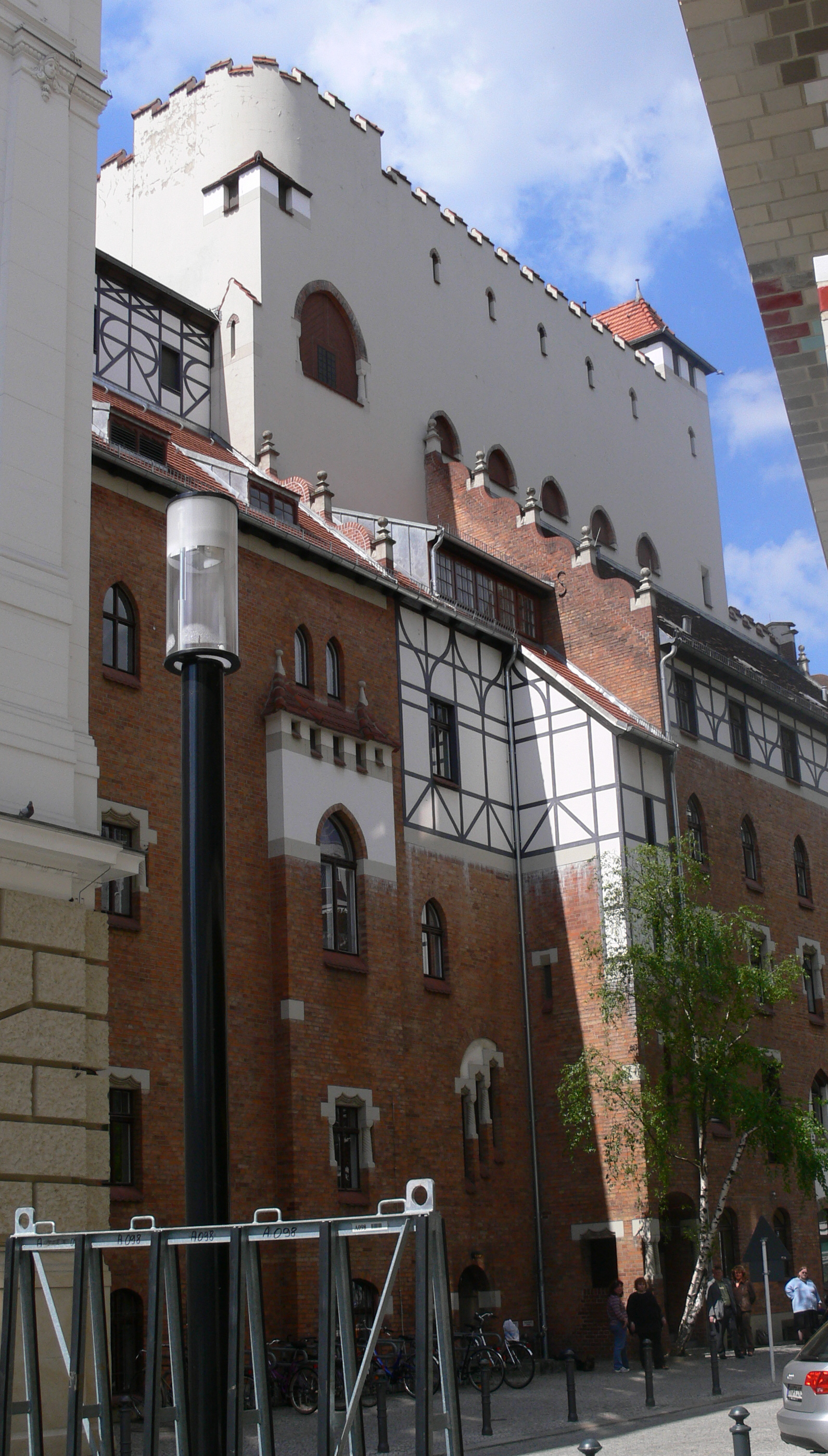
Ansicht des Bühnenturms von der Ostseite des Geländes
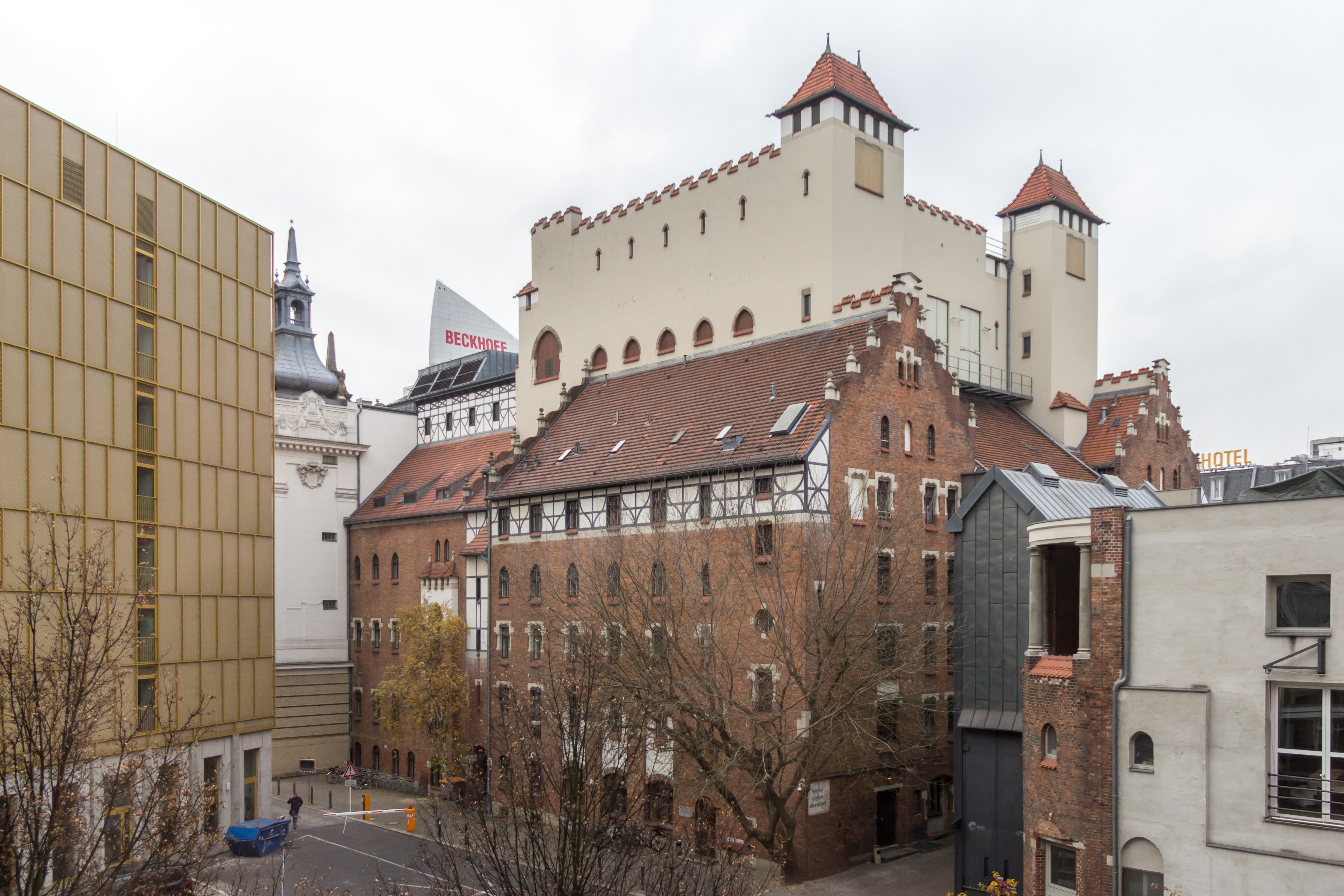
Ansicht des Bühnenturms
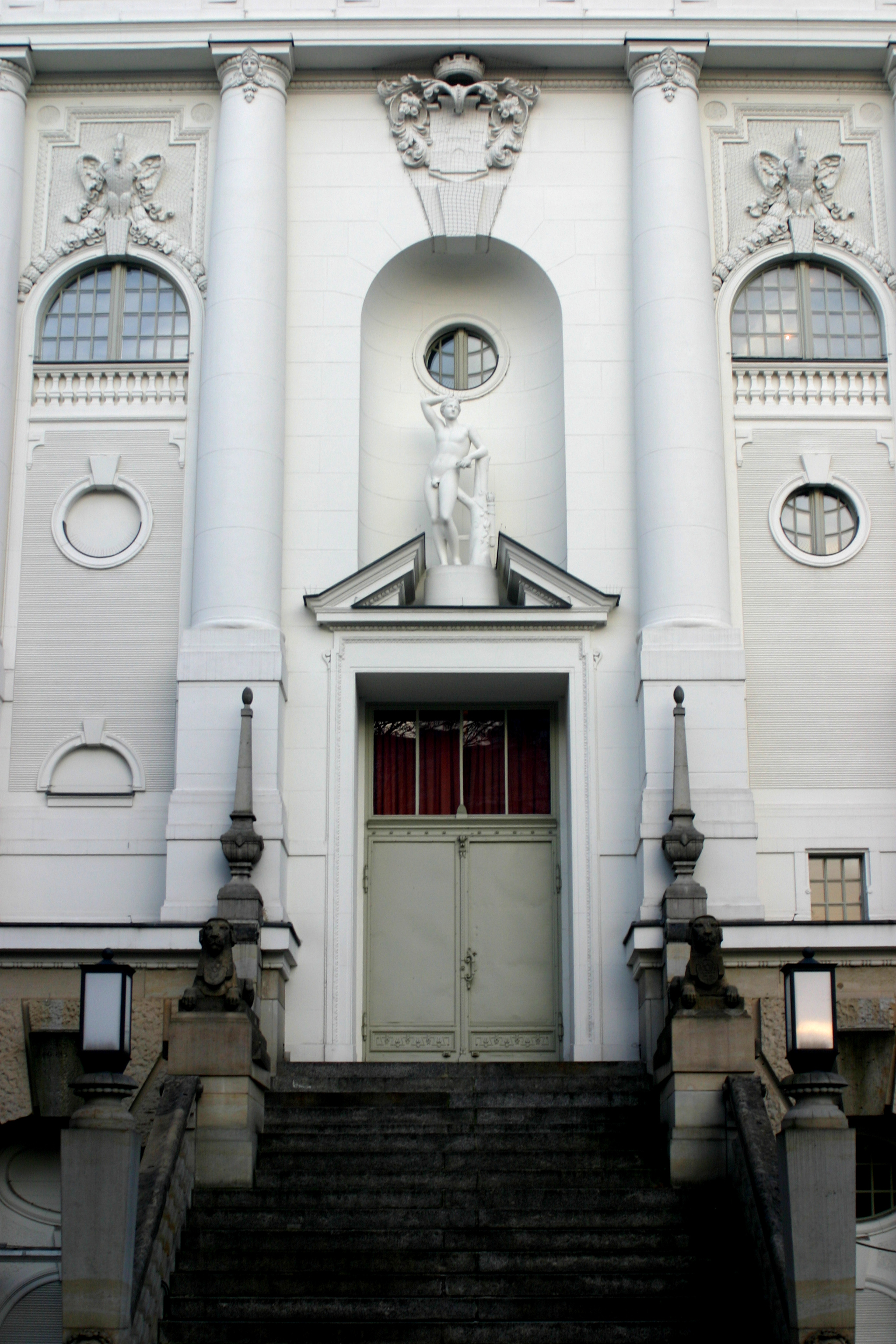
Aufgang (Kaisertreppe) vom Gartenlokal Delphi Filmpalast in das Theater
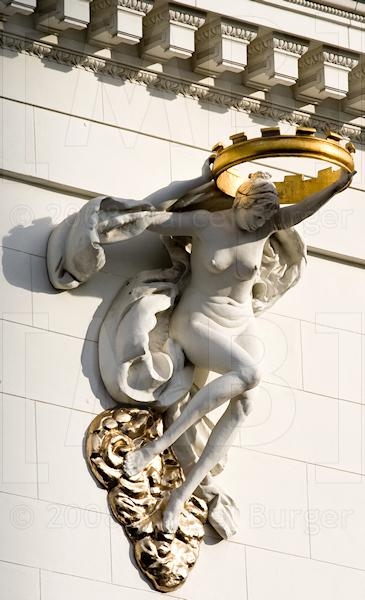
Figur am Eckturm, Aluminiumguss rekonstruiert 1988
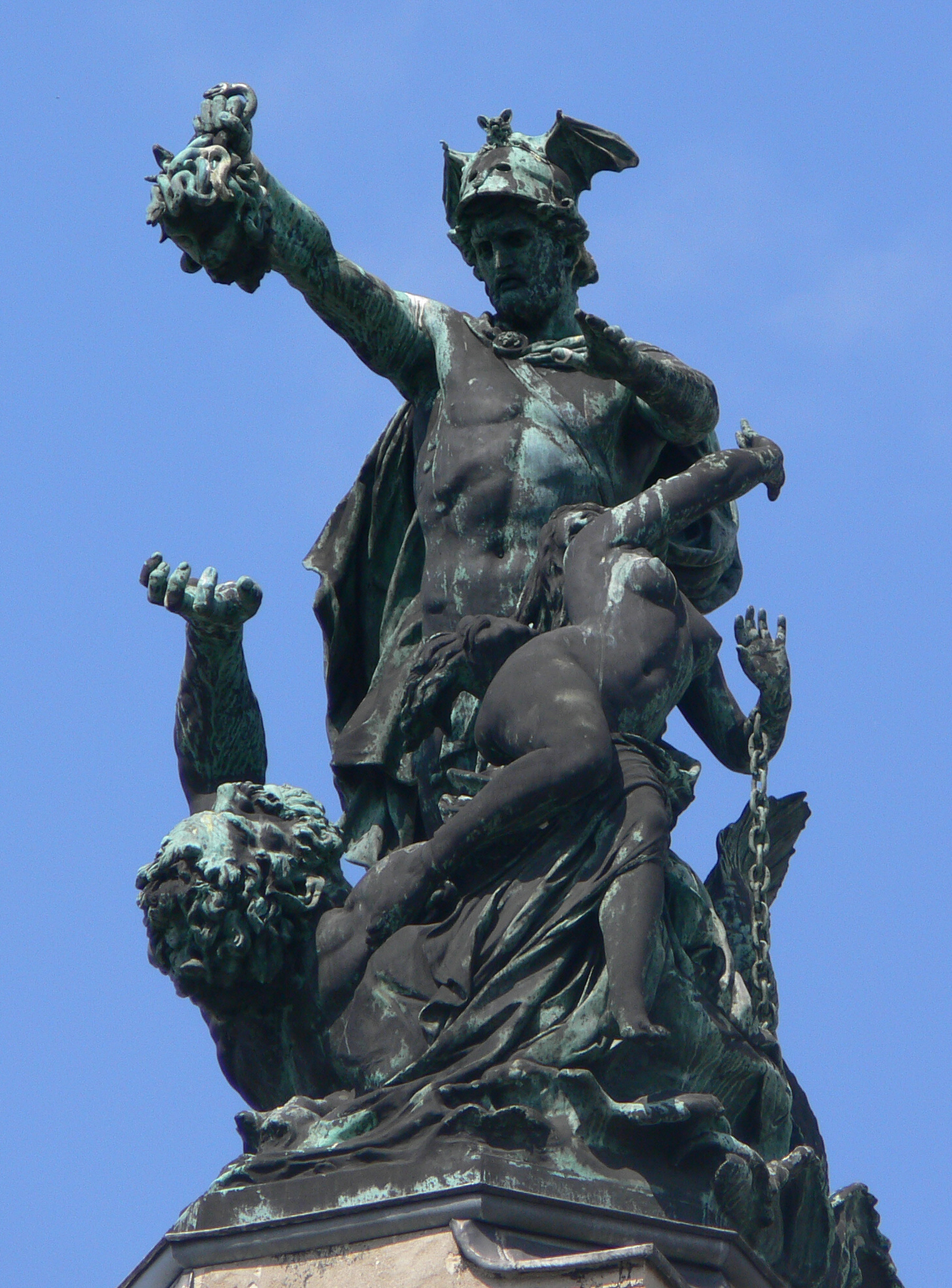
Perseusgruppe an der Südseite zur Kantstraße
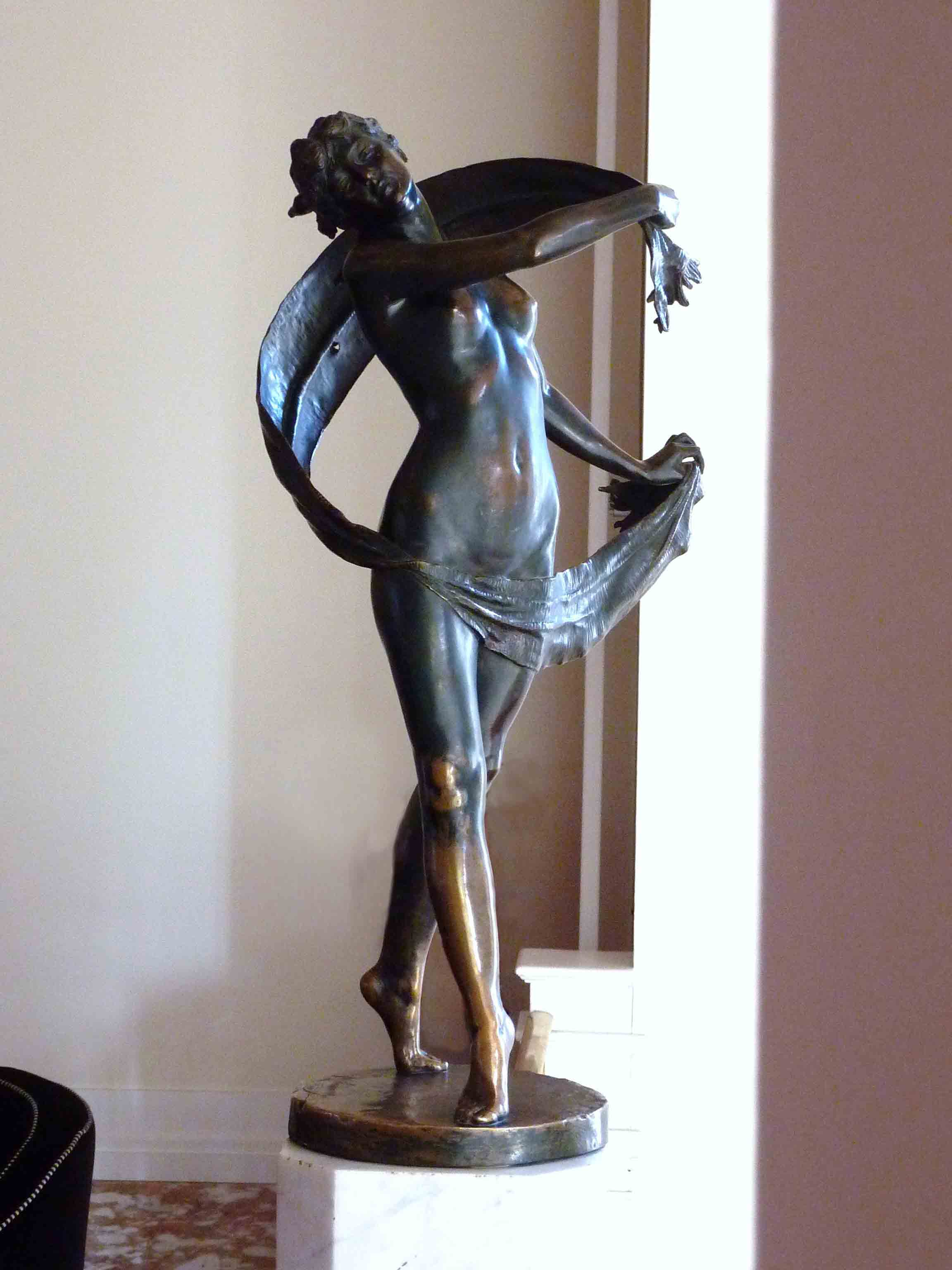
Tänzerin mit Gewand im Foyer Bildhauer: Fritz Heinemann
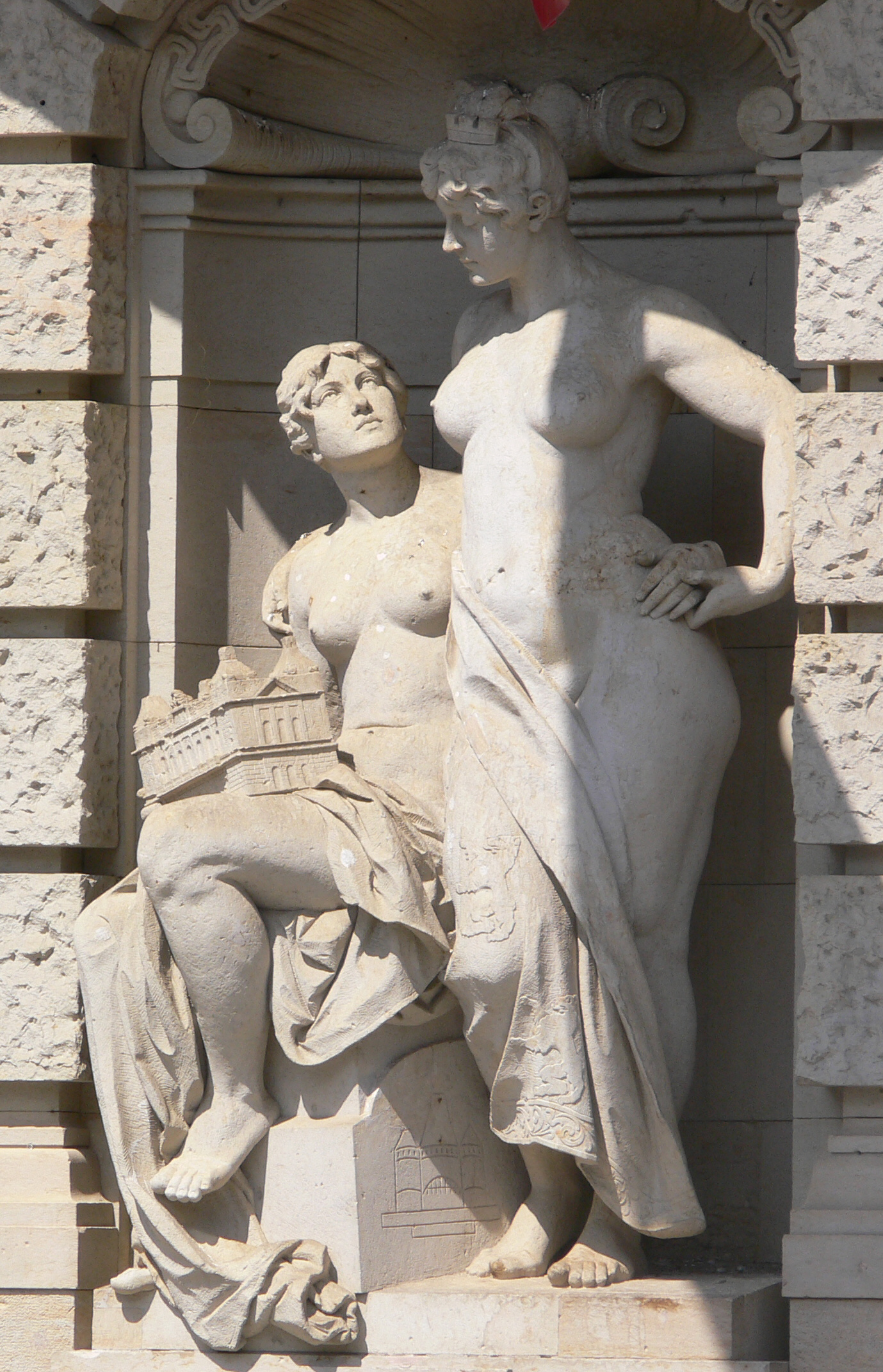
Figurengruppe am Haupteingang

## Produktionen
| Beginn             | Ende               | Titel                                    | Genre           | Anmerkungen                                                |
| ------------------ | ------------------ | ---------------------------------------- | --------------- | ---------------------------------------------------------- |
| 26. September 2003 | 31. Dezember 2004  | Les Misérables                           | Musical         |                                                            |
| 6. April 2005      | 25. Juni 2006      | Die drei Musketiere                      | Musical         | Deutschlandpremiere                                        |
| 5. August 2006     | 18. November 2006  | Aida                                     | Musical         |                                                            |
| 10. Dezember 2006  | 30. März 2008      | Tanz der Vampire                         | Musical         |                                                            |
| 20. April 2008     | 27. September 2008 | Elisabeth                                | Musical         |                                                            |
| 7. Dezember 2008   | 30. Mai 2010       | Der Schuh des Manitu                     | Musical         | Weltpremiere                                               |
| 21. Oktober 2010   | 21. Oktober 2011   | We Will Rock You                         | Jukebox-Musical |                                                            |
| 14. November 2011  | 25. August 2013    | Tanz der Vampire                         | Musical         | Wiederaufnahme                                             |
| 20. Oktober 2013   | 28. September 2014 | Gefährten                                | Theaterstück    | Deutschlandpremiere                                        |
| 26. Oktober 2014   | 14. Februar 2015   | Mamma Mia!                               | Jukebox-Musical |                                                            |
| 25. März 2015      | 27. September 2015 | Ich war noch niemals in New York         | Jukebox-Musical |                                                            |
| 11. Oktober 2015   | 17. Januar 2016    | Chicago                                  | Musical         | Wiederaufnahme                                             |
| 24. Januar 2016    | 10. April 2016     | Ich war noch niemals in New York         | Jukebox-Musical | Wiederaufnahme                                             |
| 24. April 2016     | 25. September 2016 | Tanz der Vampire                         | Musical         | Wiederaufnahme                                             |
| 9. Oktober 2016    | 25. Februar 2017   | Sister Act                               | Musical         |                                                            |
| 9. April 2017      | 4. November 2017   | Der Glöckner von Notre Dame              | Musical         |                                                            |
| 7. Dezember 2017   | 7. Oktober 2018    | Ghost                                    | Musical         |                                                            |
| 21. Oktober 2018   | 17. März 2019      | Tanz der Vampire                         | Musical         | Wiederaufnahme                                             |
| 11. April 2019     | 15. September 2019 | The Band                                 | Jukebox-Musical | Deutschlandpremiere                                        |
| 22. September 2019 | 12. März 2020      | Mamma Mia!                               | Jukebox-Musical | Wiederaufnahme                                             |
| 28. November 2021  | 19. Februar 2023   | Ku’damm 56 – Das Musical                 | Musical         | Weltpremiere                                               |
| 19. März 2023      | 4. Januar 2024     | Romeo & Julia – Liebe ist alles          | Musical         | Weltpremiere                                               |
| 12. Januar 2024    | 29. Februar 2024   | Ku’damm 56 – Das Musical                 | Musical         | Wiederaufnahme (im Rahmen einer Tour)                      |
| 23. März 2024      | 3. April 2024      | Die Amme – Haube richten, weiter geht's! | Musical         | Weltpremiere; Spin-Off von Romeo & Julia – Liebe ist alles |
| 5. Mai 2024        | 23. Februar 2025   | Ku’damm 59 – Das Musical                 | Musical         | Weltpremiere                                               |
| 10. April 2025     |                    | Die Amme – Das Musical                   | Musical         | Weltpremiere                                               |
| 17. April 2025     |                    | Romeo & Julia – Liebe ist alles          | Musical         | Wiederaufnahme                                             |

Alle Aufführungen im Jahr 2021 von Mamma Mia! und Ich war noch niemals in New York mussten aufgrund der COVID-19-Pandemie abgesagt werden.
| Beginn             | Ende            | Titel                                                                                     | Genre                | Anmerkungen                |
| ------------------ | --------------- | ----------------------------------------------------------------------------------------- | -------------------- | -------------------------- |
| Mai 1978           | Mai 1978        | I Was Sitting on My Patio This Guy Appeared I Thought I Was Hallucinating – Robert Wilson | Theaterstück         |                            |
| Dezember 1978      | Mai 1979        | Cabaret                                                                                   | Musical              |                            |
| Mai 1979           | Oktober 1979    | Wie einst im Mai                                                                          | Operette             |                            |
| Oktober 1979       | Dezember 1979   | Showboat                                                                                  | Musical              |                            |
| Januar 1980        | April 1980      | Applaus                                                                                   | Musical              |                            |
| April 1980         | Mai 1980        | Kiss me Kate                                                                              | Musical              |                            |
| Mai 1980           | Juni 1980       | Robert Stolz und seine Welt                                                               | Revue                |                            |
| Oktober 1980       | November 1980   | Cinderella                                                                                | Ballett              | Gastspiel                  |
| November 1980      | Januar 1981     | Das tapfere Schneiderlein                                                                 | Oper                 |                            |
| Januar 1981        | Januar 1981     | Cinderella                                                                                | Ballett              | Gastspiel                  |
| Februar 1981       | Mai 1981        | West Side Story                                                                           | Musical              |                            |
| Mai 1981           | Juni 1981       | Das Feuerwerk                                                                             | Musical              |                            |
| Juni 1981          | August 1981     | West Side Story                                                                           | Musical              |                            |
| August 1981        | August 1981     | Hurra wir sterben                                                                         | Musical              |                            |
| Oktober 1981       | November 1981   | Frau Luna                                                                                 | Operette             |                            |
| Dezember 1981      | Dezember 1981   | Das Feuerwerk                                                                             | Musical              |                            |
| November 1981      | Dezember 1981   | Schneewittchen                                                                            | Oper                 |                            |
| Dezember 1981      | Dezember 1981   | Der Nussknacker                                                                           | Ballett              |                            |
| Januar 1982        | Januar 1982     | Bubbling Brown Sugar                                                                      | Musical              |                            |
| Januar 1982        | Mai 1982        | Oklahoma                                                                                  | Musical              |                            |
| April 1982         | Mai 1982        | Die lustige Witwe                                                                         | Operette             |                            |
| Mai 1982           | Mai 1982        | Anachnu Kan – We are here                                                                 |                      | Gastspiel                  |
| Mai 1982           | Mai 1982        | Marcel Marceau                                                                            | Pantomime            |                            |
| Mai 1982           | Mai 1982        | Julia Migenes                                                                             | Konzert              |                            |
| Mai 1982           | Juni 1982       | No, No, Nanette                                                                           | Musical              |                            |
| Juli 1982          | August 1982     | Frau Luna                                                                                 | Operette             |                            |
| September 1982     | November 1982   | Evita                                                                                     | Musical              |                            |
| November 1982      | Januar 1983     | Der gestiefelte Kater                                                                     | Oper                 |                            |
| Dezember 1982      | Januar 1983     | Die lustige Witwe                                                                         | Operette             |                            |
| Januar 1983        | Januar 1983     | Marcel Marceau                                                                            | Pantomime            |                            |
| Januar 1983        | Januar 1983     | Ultravox                                                                                  | Konzert              |                            |
| Februar 1983       | Februar 1983    | Dalida                                                                                    | Konzert              |                            |
| Januar 1983        | Februar 1983    | Ain’t Misbehavin’                                                                         | Musical              |                            |
| Mai 1983           | Mai 1983        | Teatro Gitano Andaluz                                                                     | Flamenco             |                            |
| Juli 1983          | August 1983     | Bubbling Brown Sugar                                                                      | Musical              |                            |
| August 1983        | September 1983  | Gräfin Mariza                                                                             | Operette             |                            |
| September 1983     | Oktober 1983    | Anatevka                                                                                  | Musical              |                            |
| Oktober 1983       | Dezember 1983   | Der Mann von La Mancha                                                                    | Musical              |                            |
| November 1983      | Dezember 1983   | Pinocchio                                                                                 | Musical              |                            |
| Dezember 1983      | April 1984      | My Fair Lady                                                                              | Musical              |                            |
| September 1984     | November 1984   | Jesus Christ Superstar                                                                    | Musical              |                            |
| Dezember 1984      | Februar 1985    | Guys and Dolls                                                                            | Musical              |                            |
| Dezember 1984      | Februar 1985    | Peter Pan                                                                                 | Musical              |                            |
| Februar 1985       | März 1985       | Der Zigeunerbaron                                                                         | Operette             |                            |
| April 1985         | Mai 1985        | Kurt Weill Revue                                                                          | Musical              |                            |
| April 1985         | August 1985     | Aufstieg und Fall der Stadt Mahagonny                                                     | Oper                 |                            |
| Juli 1985          | August 1985     | Irma la Douce                                                                             | Musical              |                            |
| August 1985        | August 1985     | Rock'n'Poesie                                                                             | Festival             |                            |
| September 1985     | September 1985  | Mummenschanz Maskentheater                                                                | Pantomime            |                            |
| Oktober 1985       | September 1985  | Aufstieg und Fall der Stadt Mahagonny                                                     | Oper                 |                            |
| Dezember 1985      | Dezember 1985   | Der kleine Prinz                                                                          | Musical              |                            |
| Dezember 1985      | Dezember 1985   | Klaus Hoffmann                                                                            | Konzert              |                            |
| Oktober 1985       | Januar 1986     | La Cage aux Folles                                                                        | Musical              |                            |
| Januar 1986        | März 1986       | Die Csárdásfürstin                                                                        | Operette             |                            |
| März 1986          | April 1987      | Company                                                                                   | Musical              |                            |
| April 1986         | Mai 1986        | Unter dem Regenbogen                                                                      | Musical              |                            |
| Juni 1986          | Juli 1986       | Wiener Blut                                                                               | Operette             |                            |
| Juni 1986          | Juni 1986       | Deutscher Filmpreis                                                                       | Sonderveranstaltung  |                            |
| Juli 1986          | Juli 1986       | Zauber Zauber                                                                             | Revue                |                            |
| August 1986        | November 1986   | La Cage aux Folles                                                                        | Musical              |                            |
| November 1986      | März 1987       | Peter Pan                                                                                 | Musical              |                            |
| April 1987         | Mai 1987        | Schlemihl                                                                                 | Operette             |                            |
| Mai 1987           | Mai 1987        | Durchreise – Präsentation vom Modeschöpfer Karl Lagerfeld                                 | Gala                 |                            |
| Mai 1987           | Mai 1987        | Frieden                                                                                   | Schauspiel           | Gastspiel                  |
| Juni 1987          | Juni 1987       | Deutscher Filmpreis                                                                       | Sonderveranstaltung  |                            |
| August 1987        | August 1987     | Die Dreigroschenoper                                                                      | Schauspiel mit Musik |                            |
| Juli 1987          | Juli 1987       | A Chorus Line                                                                             | Musical              | Gastspiel                  |
| August 1987        | August 1987     | Zauber Zauber                                                                             | Revue                |                            |
| September 1987     | September 1987  | Der Turm von Josef Tal                                                                    | Oper                 | Gastspiel                  |
| September 1987     | September 1987  | Troades von Aribert Reimann                                                               | Oper                 | Gastspiel                  |
| November 1987      | Dezember 1987   | Oliver!                                                                                   | Musical              |                            |
| Oktober 1987       | Dezember 1987   | Cabaret                                                                                   | Musical              |                            |
| Dezember 1987      | Dezember 1987   | Christmas Time                                                                            | Opernrevue           | „mit Stars“ der Opernbühne |
| Dezember 1987      | Januar 1988     | Caterina Valente: Ich bin noch da!                                                        | Show                 |                            |
| Januar 1988        | März 1988       | Das Land des Lächelns                                                                     | Operette             |                            |
| März 1988          | April 1988      | Chicago                                                                                   | Musical              |                            |
| Mai 1988           | Juni 1988       | Porgy and Bess                                                                            | Oper                 |                            |
| Juni 1988          | Juni 1988       | Deutscher Filmpreis                                                                       | Sonderveranstaltung  |                            |
| August 1988        | August 1988     | Die Hochzeit des Camacho                                                                  | Oper                 | Gastspiel                  |
| August 1988        | November 1988   | La Cage aux Folles                                                                        | Musical              |                            |
| Dezember 1988      | Februar 1989    | Cabaret                                                                                   | Musical              |                            |
| März 1988          | April 1989      | Porgy and Bess                                                                            | Oper                 |                            |
| April 1989         | Juni 1989       | Der Liebestrank                                                                           | Ballett              | Gastspiel                  |
| April 1989         | Juni 1989       | Reineke Fuchs                                                                             | Musical              |                            |
| Juni 1989          | Juni 1989       | Im Traum ist der Himmel blau                                                              | Sonderveranstaltung  |                            |
| April 1989         | Juni 1989       | Schwanensee                                                                               | Ballett              | Gastspiel                  |
| April 1989         | Juni 1989       | Der blaue Engel                                                                           | Ballett              | Gastspiel                  |
| April 1989         | Juni 1989       | Java for ever                                                                             | Ballett              | Gastspiel                  |
| April 1989         | Juni 1989       | Les Intermittences du Coeur                                                               | Ballett              | Gastspiel                  |
| April 1989         | Juni 1989       | Giselle                                                                                   | Ballett              | Gastspiel                  |
| April 1989         | Juni 1989       | Così fan tutte                                                                            | Oper                 | Gastspiel                  |
| April 1989         | Juni 1989       | Maria Stuarda                                                                             | Oper                 | Gastspiel                  |
| April 1989         | Juni 1989       | Candide                                                                                   | Oper                 | Gastspiel                  |
| Juni 1989          | Juni 1989       | Deutscher Filmpreis                                                                       | Sonderveranstaltung  |                            |
| Juli 1989          | Juli 1989       | Rigoletto                                                                                 | Oper                 | Gastspiel                  |
| Juli 1989          | Oktober 1989    | Die Dreigroschenoper                                                                      | Schauspiel mit Musik |                            |
| 7. Oktober 1989    | 8. Oktober 1989 | Opernchöre Gala- und Benefiz-Veranstaltung zur Wiedervereinigung West- und Ost-Berlin     | Sonderveranstaltung  |                            |
| November 1989      | März 1990       | Eins, Zwei, Drei                                                                          | Musical              |                            |
| Februar 1990       | 0 Februar 1990  | La Grand Scena Opera C.O.                                                                 | Opernparodien        | Gastspiel aus New York     |
| April 1990         | Mai 1990        | Porgy and Bess                                                                            | Oper                 |                            |
| Juni 1990          | Juni 1990       | Deutscher Filmpreis                                                                       | Sonderveranstaltung  |                            |
| Mai 1990           | Juni 1990       | Sophisticated Ladies                                                                      | Musical              |                            |
| Juni 1990          | Oktober 1990    | Im weißen Rößl                                                                            | Singspiel            |                            |
| Oktober 1990       | November 1990   | Sarafina                                                                                  | Musical              |                            |
| November 1990      | November 1990   | Reinhard Mey                                                                              | Konzert              |                            |
| November 1990      | Dezember 1990   | La Cage aux Folles                                                                        | Musical              |                            |
| Januar 1991        | Mai 1991        | Grand Hotel                                                                               | Musical              |                            |
| Mai 1991           | Mai 1991        | Ring um den Ring                                                                          | Ballett              | Gastspiel                  |
| Mai 1991           | Mai 1991        | Fünf Tangos                                                                               | Tanzstück            | Gastspiel                  |
| Mai 1991           | Mai 1991        | Carmen                                                                                    | Oper                 | Gastspiel                  |
| Mai 1991           | Mai 1991        | Whos Cares                                                                                | Ballett              | Gastspiel                  |
| Juni 1991          | Juni 1991       | Deutscher Filmpreis                                                                       | Sonderveranstaltung  |                            |
| Juni 1991          | Juni 1991       | Allez Hopp                                                                                | Revue                |                            |
| Juli 1991          | September 1991  | Kurt-Weill-Revue                                                                          | Musical              |                            |
| September 1991     | Dezember 1991   | Follies                                                                                   | Musical              |                            |
| Januar 1992        | April 1992      | Sweet Charity                                                                             | Musical              |                            |
| April 1992         | Mai 1992        | Josephine                                                                                 |                      | Gastspiel                  |
| März 1992          | April 1992      | Porgy and Bess                                                                            | Oper                 |                            |
| Mai 1992           | September 1992  | Der blaue Engel                                                                           | Musical              |                            |
| September 1992     | Dezember 1992   | UFA-Revue – Bombenstimmung                                                                | Musical              |                            |
| Januar 1993        | April 1993      | Anything Goes                                                                             | Musical              |                            |
| Mai 1993           | Juni 1993       | Porgy and Bess                                                                            | Musical              |                            |
| September 1993     | November 1993   | Cabaret                                                                                   | Musical              |                            |
| November 1993      | Dezember 1993   | UFA-Revue – Bombenstimmung                                                                | Musical              |                            |
| Januar 1994        | April 1994      | My Fair Lady                                                                              | Musical              |                            |
| Mai 1994           | Juli 1994       | Anything Goes                                                                             | Musical              |                            |
| Juni 1994          | Juni 1994       | Bundesfilmpreis                                                                           | Sonderveranstaltung  |                            |
| Juli 1994          | August 1994     | My One And Only                                                                           | Musical              |                            |
| September 1994     | November 1994   | Cyrano                                                                                    | Musical              |                            |
| November 1994      | Dezember 1994   | Blue Jeans                                                                                | Musical              |                            |
| April 1994         | April 1994      | Nero Kaiserkind                                                                           | Art-Oper             |                            |
| Januar 1995        | März 1995       | Street Scene                                                                              | Musical              |                            |
| Februar 1995       | Februar 1995    | KAMA funkt SOS                                                                            | Sonderveranstaltung  |                            |
| März 1995          | Juni 1995       | La Cage Aux Folles                                                                        | Musical              |                            |
| Juni 1995          | Oktober 1995    | Blue Jeans                                                                                | Musical              |                            |
| Oktober 1995       | Dezember 1995   | Hallo Dolly                                                                               | Musical              |                            |
| Januar 1996        | Februar 1996    | Johnny Johnson                                                                            | Musical              |                            |
| März 1996          | Juni 1996       | Damn Yankees                                                                              | Musical              |                            |
| Juni 1996          | Dezember 1996   | Pirates of Penzances                                                                      | Musical              |                            |
| Januar 1997        | März 1997       | Zustände wie im alten Rom                                                                 | Musical              |                            |
| April 1997         | Juni 1997       | Let’s Pop                                                                                 | Musical              |                            |
| Juni 1997          | Juli 1997       | Stomp                                                                                     |                      | Gastspiel                  |
| Oktober 1997       | Dezember 1997   | Gypsy                                                                                     | Musical              |                            |
| Dezember 1997      | Dezember 1997   | Rosenstolz: Nymphoman unterm Weihnachtsbaum                                               | Konzert              |                            |
| Februar 1998       | April 1998      | Dreamgirls                                                                                | Musical              |                            |
| Mai 1998           | August 1998     | 30/60/90 Durchgehend geöffnet                                                             | Musical              |                            |
| Januar 1999        | Februar 1999    | Tap Dogs                                                                                  |                      | Gastspiel                  |
| Februar 1999       | Juni 1999       | Nine                                                                                      | Musical              |                            |
| September 1999     | Juli 2000       | Chicago                                                                                   | Musical              |                            |
| September 2000     | 20. April 2001  | Falco meets Amadeus                                                                       | Jukebox-Musical      |                            |
| April 2001         | April 2001      | Peter Ustinov Geburtstagsfeier                                                            | Sonderveranstaltung  |                            |
| 19. Mai 2001       | 22. Juli 2001   | Schwejk it easy!                                                                          | Musical              |                            |
| 11. September 2001 | 10. März 2002   | Falco meets Amadeus                                                                       | Jukebox-Musical      |                            |
| 14. März 2002      | 12. Mai 2002    | Grease                                                                                    | Musical              |                            |
| 12. Juni 2002      | 23. Juni 2002   | Evita                                                                                     | Musical              |                            |
| 6. August 2002     | 25. August 2002 | Stomp                                                                                     |                      | Gastspiel                  |
| 10. September 2002 | 6. Oktober 2002 | Evita                                                                                     | Musical              |                            |
| 14. November 2002  | 31. Januar 2003 | Vom Geist der Weihnacht                                                                   | Musical              |                            |
| 8. April 2003      | 12. Mai 2003    | Mayumana                                                                                  | Sonderveranstaltung  | Gastspiel                  |
| 15. Mai 2003       | 28. Mai 2003    | Ballet for Life – Maurice Béjart                                                          | Ballett              |                            |
| 31. Mai 2003       | 29. Juli 2003   | Porgy and Bess                                                                            | Oper                 | Gastspiel                  |

## Uraufführungen
- Benno Jacobson: Gebrüder Währenpfennig (1897)
- Carl Toepfer: Hermann und Dorothea (1899)
- J. Zähler, M. Schriefer: Der Wundersteg (1902)
- Leon Jessel: Die beiden Husaren (1913)
- Jean Gilbert:  Das Fräulein vom Amt (1915)
- Jean Gilbert: Die Frau im Hermelin (1919)
- Leon Jessel: Schwalbenhochzeit (1921)
- Michael Krausz: Eine Frau von Format (1927)
- Eduard Künneke: Die lockende Flamme (1933)
- Walter Wilhelm Goetze: Der goldene Pierrot (1934)
- Werner Egk: Circe (1948)
- Boris Blacher: Ein preußisches Märchen (1952)
- Luigi Nono: Der rote Mantel (1954)
- Max Baumann: Pelleas und Melisande (1954)
- Hans Werner Henze: König Hirsch (1956)
- Oskar Sala: Paean (1960)
- Boris Blacher: Rosamunde Floris (1960)
- Rio Reiser: Robinson 2000 (1967)
- James M. Barrie: Peter Pan (1984)
- Michael Horwath: Der kleine Prinz (1985)
- Josef Tal: Der Turm (1987)
- Birger Heymann: Eins, zwei, drei (1989)
- Jürg Burth, Ulf Dietrich: Blue Jeans (1994)
- Niclas Ramdohr: 30–60–90° durchgehend geöffnet  (1999)
- Burkhard Driest: Falco meets Amadeus (2000)
- Konstantin Wecker: Schwejk it easy! (2001)
- John von Düffel, Martin Lingnau: Der Schuh des Manitu (2008)
- Annette Hess, Peter Plate, Ulf Leo Sommer: Ku’damm 56 (2021)
- Peter Plate, Ulf Leo Sommer, Joshua Lange: Romeo & Julia – Liebe ist alles (2023)

## Tag der offenen Tür
In regelmäßigen Abständen öffnet das Theater seine Tore, um einen Blick hinter die Kulissen zu gestatten. Je nach Produktion können die Kostümschneiderei und die Maskenabteilung des Theaters besichtigt werden, ebenso die Bühne mit der Originalkulisse der gerade laufenden Aufführung.
- 27. Juni 2004 während Les Misérables
- 30. August 2005 während Die drei Musketiere
- 18. Mai 2007 während Tanz der Vampire
- 02. Oktober 2007 während des 111-jährigen Jubiläums und Tanz der Vampire
- 13. Juni 2008 während Elisabeth
- 22. Mai 2009 während Der Schuh des Manitu
- 27. März 2011 während We will rock you
- 25. März 2012 während Tanz der Vampire
- 17. März 2013 während Tanz der Vampire
- 18. Mai 2014 während Gefährten
- 19. Mai 2019 während The Band

## Dokumentation
- Les Misérables – ein Musical für Berlin. Das Theater des Westens im neuen Rhythmus. Dokumentation, Deutschland, 2003, 43 Min., Erstausstrahlung auf RBB am 26. September 2003, Teaser auf youtube, Buch und Regie: Jeremy JP Fekete, Produktion: RBB